# Ramoshi
Les Ramoshi (connus aussi sous les appellations de Berad ou Bedar) sont une communauté aborigène indienne que l'on trouve principalement dans les États du Maharashtra, du Madhya Pradesh et du Karnataka. Ils sont classés comme une tribu répertoriée (en) par le gouvernement indien.
Ils se considèrent comme faisant partie de l'hindouisme et sont prétendus comme les ancêtres de Shri ram.

## Historique
Les Ramoshi du Maharashtra forment une communauté indienne qui était auparavant connue sous le nom de Boya, Bedar, Berad et Vedan,,. On pense qu'ils ont migré depuis le sud de l'Inde avant de s'établir comme nomades dans le Maharashtra. Ils sont désormais surtout localisés dans les districts de Kolhapur, Pune, Satara, Sangli et Ahmadnagar.
Vers la fin du règne d'Aurangzeb, les Bedars ont été utilisés dans les armées pour fermer la route et se livrer au pillage. Ils ont aussi été utilisé dans ce rôle par les dirigeants de Maratha avant qu'ils ne soient employés comme sardars. Ils ont ensuite été classés comme une tribu criminelle en vertu des lois sur les tribus criminelles du Raj.
Le grand espion maratha Bahirji Naik (en) sous le règne de Chhatrapati Shivaji maharaj et Chhatrapati Sambhaji maharaj, était de cette caste. Chhatrapati Shivaji maharaj les a beaucoup utilisés dans son armée et comme gardes pour les forts sur le pourtour de son territoire. Après le déclin de Marathas, un ramoshi sardar Umaji Naik (en) a commencé à établir son propre royaume sur le fort de Purandar et tenté de mettre fin à l'ère britannique dans le Maharashtra. Avec la victoire des britanniques sur les Marathas vers 1818, les Ramoshi ne peuvent plus servir comme sardars et se retrouvent au chômage. Les impôts, la famine de ces familles sans emploi et les restrictions humliantes des britanniques, conduisent à la fameuse rébellion de Ramosi, après laquelle les britanniques les ont employés comme police des collines, dépénalisant leurs tribus.
La révolte des Ramoshis conduite par Baiji et Baiji en 1921 dans l'ouest du Maharashtra a terrorisé de nombreux villages jusqu'à leur arrestation.

## Culture
Le nom de Ramoshi serait dérivé de Rama, le héros légendaire de Ramayana, et du mot marathi ushi signifiant "pilon" les présentant donc comme les protecteurs du pilon de Rama. En 1901, ils représentaient une population de plus de 60 000 personnes. Ils parlent la langue Marathi et écrivent en Devanagari.
Ils reconnaissent le système varna et sont kshtriya dans la religion hindoue et de braves guerriers, c'est pourquoi la caste était également connue sous le nom de «bedar ramoshi» qui signifie caste intrépide. Ils sont hindous et appartiennent à la section hindoue tandis que certains sont des Vaishanavas. ils sont endogames au niveau communautaire en pratiquant la monogamie pour leurs mariages et ils sont partagés en au moins 105 clans exogames. Le mariage est possible à l'âge adulte à partir de 18 ans pour les femmes et 25 en général pour les hommes.

Au niveau culinaire, ils ne sont pas végétariens mais ne mangent ni porc, ni bœuf. Ils utilisent les huiles d'arachides et de tournesols pour la cuisson. Seuls les hommes sont autorisés à consommer de l'alcool.
Connu pour leur intrépidité et leur bravoure, ils sont très employés dans les métiers de la surveillance et de la police mais aussi dans l'agriculture à la suite de leur sédentarisation.